# 初恋ランチボックス
『初恋ランチボックス』（はつこいランチボックス）は、漫画：小鷹ナヲ、企画協力・レシピ：SHIORIによる日本の漫画作品。

## 概要
『なかよし』（講談社）にて、2009年12月号から2010年12月号まで連載された。ただし、同誌の2010年4月号は同作者の別作品が掲載された為、休載。単行本は全3巻。
「作ってあげたい彼ごはん」シリーズの著者で知られているフードコーディネーターのSHIORI（岡田史織）が、作中に出てくるお弁当のレシピを監修している。また、作中の主人公が恋することになる男の子の姉役でレギュラーキャラクターとしても登場。

## あらすじ
美少女だが、大食い娘のサエは母親がモデルで忙しく、外食ばかりしている為、料理が壊滅的に下手。親友に恋愛の相談を受けてお弁当作りを思いつくも、料理を全くやったことのないサエは出来合いのものしか思いつかず、苦戦する。見かねたクラスメートの悠希があるカフェに来るように呼び出し、2人に料理の特訓をしてくれるが、サエはそれでも失敗ばかりして足を引っ張ってしまい、落ち込んでしまう。そんなところに悠希と親しげな女性が現れ、彼女達にアドバイスをするが……。

## 書誌情報
小鷹ナヲ・SHIORI、講談社
- 『初恋ランチボックス (1) 特装版』〈プレミアムKC〉、2010年4月30日発売[1]、ISBN 978-4-06-362159-4
- 『初恋ランチボックス くまさんエッグサンド編』〈講談社コミックスなかよし〉、2010年10月6日発売[1]、ISBN 978-4-06-364281-0
- 『初恋ランチボックス 3色ラブレター編』〈講談社コミックスなかよし〉、2010年12月28日発売[1]、ISBN 978-4-06-364293-3
- Un amour de Bento（フランス語版）（Pika社）、2012年2月1日他発売、ISBN 978-2811606268 他